# Zwitserland op het Eurovisiesongfestival 2014

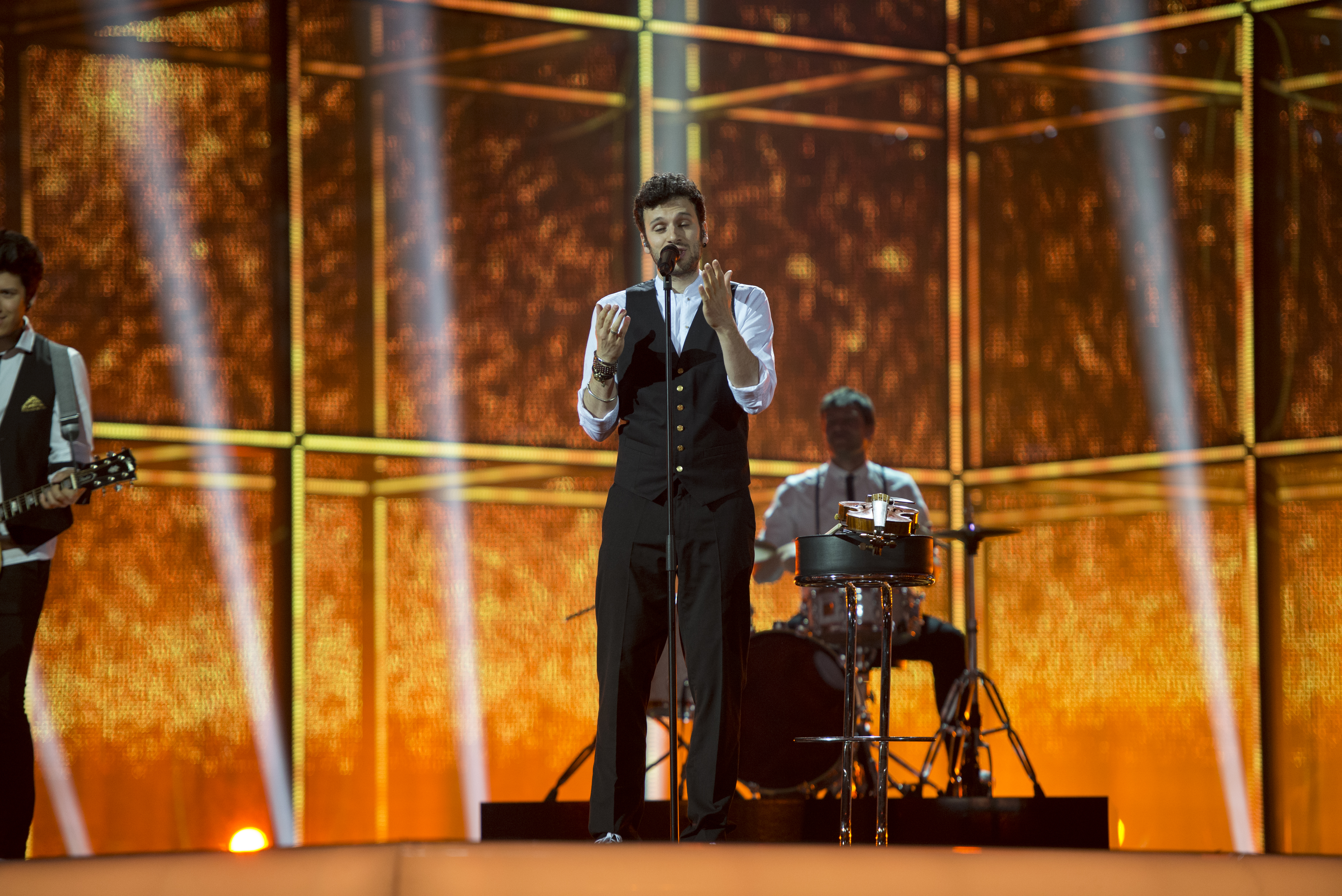
Sebalter eindigde namens Zwitserland op de dertiende plek in Kopenhagen

Zwitserland nam deel aan het Eurovisiesongfestival 2014 in Kopenhagen, Denemarken. Het was de 55ste deelname van het land op het Eurovisiesongfestival. SRG SSR was verantwoordelijk voor de Zwitserse bijdrage voor de editie van 2014.

## Selectieprocedure
Net als de voorbije jaren konden de Zwitsers hun inzending voor het Eurovisiesongfestival via een nationale finale kiezen. Deze vond plaats op zaterdag 1 februari 2014. De Duitstalige omroep SF kreeg opnieuw de leiding van de selectie, maar ook de Frans- en Italiaanstalige omroep konden enkele nummers inzenden. De nationale finale vond voor de vierde maal op rij plaats in de Bodensee Arena in Kreuzlingen.
De selectieprocedure bestond uit drie fasen: in een eerste fase gingen de drie regionale omroepen elk op zoek naar inzendingen die mochten deelnemen aan de tweede ronde. Die tweede ronde vond voor alle omroepen plaats op 30 november in de studio's van SRF in Zürich. Alle eerder geselecteerde artiesten moesten hun nummer voor een selectiecomité brengen, waarna het voor SRF drie, voor RTS twee en voor RSI één act mocht selecteren die mochten deelnemen aan de nationale finale.

### SRF-selectie
SRF ging via een online selectie op zoek naar artiesten voor de nationale finale. Geïnteresseerden konden een inzending uploaden op een website, waar het grote publiek alle inzendingen kon beluisteren en kon stemmen op zijn favoriet. Inzendingen werden geaccepteerd van 30 september tot en met 28 oktober 2013. Bij het verlopen van de deadline had SRF 159 inzendingen ontvangen. Vervolgens kon het publiek van 4 tot en met 18 november zijn stem uitbrengen. De stemmen van het publiek werden gecombineerd met die van een vakjury, waarna de top negen door mocht naar de tweede ronde.

### RTS-selectie
De Franstalige omroep RTS gaf geïnteresseerden van 30 september tot en met 28 oktober de tijd om hun inzending op te sturen. In totaal ontving RTS 34 inzendingen. Van 4 tot en met 18 november kon het publiek via een website stemmen op zijn favorieten, waarna deze stemmen werden gecombineerd met die van een vakjury. De top zes mocht door naar de volgende ronde.

### RSI-selectie
De Italiaanstalige omroep opende de inschrijvingen op 21 juli, en sloot deze weer af op 30 september. Oorspronkelijk plande RSI een regionale finale op radiozender Rete Tre, maar uiteindelijk besliste het om de deadline voor inschrijvingen op te schuiven tot 28 oktober. RSI ontving uiteindelijk 23 inzendingen, die werden beoordeeld door een vakjury bestaande uit Paolo Meneguzzi, Ramona Cerutti en Igor Negrini. De top drie mocht door naar de volgende ronde.

## Die grosse Entscheidungs Show 2014

### Expert check
30 november 2013
| Volgorde | Artiest             | Lied                   | Omroep |
| -------- | ------------------- | ---------------------- | ------ |
| 1        | Yasmina Hunzinger   | I still believe        | SRF    |
| 2        | 3 for All           | Together forever       | SRF    |
| 3        | Swissters           | Celebration            | SRF    |
| 4        | Lola Sparkes        | Baby can't see you     | RTS    |
| 5        | Christian Tschanz   | Au paradis             | RTS    |
| 6        | Tanita              | Another day alone      | RTS    |
| 7        | Natacha & Stéphanie | Une terre sans vous    | RTS    |
| 8        | Paula Marengo       | J'ai envie de toi      | RTS    |
| 9        | Joel Murner         | In my life             | RTS    |
| 10       | Jasmine             | Higher love            | RSI    |
| 11       | Sebalter            | Hunter of stars        | RSI    |
| 12       | Valentino Alfano    | 103 parole             | RSI    |
| 13       | Gosia               | I'm not afraid         | SRF    |
| 14       | Nino Colonna        | La luce del cuore      | SRF    |
| 15       | Arxplendida         | Mercurii diei          | SRF    |
| 16       | Hot Connection      | Music from the sixties | SRF    |
| 17       | One Day Remains     | Alpha                  | SRF    |
| 18       | Martin Kirchberger  | Yourope                | SRF    |

### Finale
1 februari 2014
| Plaats | Artiest             | Lied                |
| ------ | ------------------- | ------------------- |
| 1      | Sebalter            | Hunter of stars     |
| 2      | Yasmina Hunzinger   | I still believe     |
| 3      | 3 for All           | Together forever    |
| 4      | Christian Tschanz   | Au paradis          |
| 5      | Nino Colonna        | La luce del cuore   |
| 6      | Natacha & Stéphanie | Une terre sans vous |

## In Kopenhagen
Zwitserland moest in Kopenhagen eerst aantreden in de tweede halve finale, op donderdag 8 mei. Sebalter trad als twaalfde van vijftien acts aan, na Tijana uit Macedonië en net voor Freaky Fortune feat. RiskyKidd uit Griekenland. Bij het openen van de enveloppen bleek dat Zwitserland zich had weten te plaatsen voor de finale. Na afloop van de finale werd duidelijk dat Sebalter op de vierde plaats was geëindigd in de tweede halve finale, met 92 punten. Bovendien kreeg Zwitserland het maximum van twaalf punten van Polen.
In de finale trad Sebalter als twintigste van 26 acts aan, net na Ruth Lorenzo uit Spanje en gevolgd door András Kállay-Saunders uit Hongarije. Aan het einde van de puntentelling stond Zwitserland op de dertiende plaats, met 64 punten. Zwitserland kreeg het maximum van de punten van Frankrijk, Georgië en Oostenrijk. Het was de beste Zwitserse prestatie op het Eurovisiesongfestival sinds 2005.
1956 · 1957 · 1958 · 1959 · 1960 · 1961 · 1962 · 1963 · 1964 · 1965 · 1966 · 1967 · 1968 · 1969 · 1970 · 1971 · 1972 · 1973 · 1974 · 1975 · 1976 · 1977 · 1978 · 1979 · 1980 · 1981 · 1982 · 1983 · 1984 · 1985 · 1986 · 1987 · 1988 · 1989 · 1990 · 1991 · 1992 · 1993 · 1994 · 1995 · 1996 · 1997 · 1998 · 1999 · 2000 · 2001 · 2002 · 2003 · 2004 · 2005 · 2006 · 2007 · 2008 · 2009 · 2010 · 2011 · 2012 · 2013 · 2014 · 2015 · 2016 · 2017 · 2018 · 2019 · 2020 · 2021 · 2022 · 2023 · 2024 · 2025
Albanië · Armenië · Azerbeidzjan · België · Denemarken · Duitsland · Estland · Finland · Frankrijk · Georgië · Griekenland · Hongarije · Ierland · IJsland · Israël · Italië · Letland · Litouwen · Macedonië · Malta · Moldavië · Montenegro · Nederland · Noorwegen · Oekraïne · Oostenrijk · Polen · Portugal · Roemenië · Rusland · San Marino · Slovenië · Spanje · Verenigd Koninkrijk · Wit-Rusland · Zweden · Zwitserland